# Hombre de Tautavel
La expresión hombre de Tautavel designa un conjunto de fósiles de homínidos que datan de cerca de 450.000 años AP, encontrados en la cueva de l'Arago, Tautavel, Pirineos Orientales, por el equipo de Enrique de Lumley. 

## Interpretación filogenética
Estos restos son objeto de interpretaciones filogenéticas diferentes según los autores: 
- para algunos, entre ellos el equipo de descubridores, corresponden a una forma europea de Homo erectus para la cual se propuso inicialmente el nombre de Homo erectus tautavelensis. En este caso, serían anteriores al Homo neanderthalensis sobre el suelo europeo, pero no necesariamente sus antepasados.
- para otros, se trataría de pre-neandertales, antepasados directos del hombre de Neandertal. Se consideran en tal caso como representantes de la especie Homo heidelbergensis.

## Principales fósiles
El hombre de Tautavel está representado por más de 80 fragmentos fósiles. El más famoso es un cráneo incompleto descubierto en varias etapas: la cara y el frontal (Arago XXI; véase ilustración) se encontraron el 22 de julio de 1971, y el parietal derecho (Arago XLVII) se encontró ocho años más tarde. Se trata de los restos de un individuo masculino, de unos veinte años de edad, sobre 1,65 m de estatura y que tenía un peso de 45 a 55 kg. Su frente era plana y huidiza y con arcos superciliares prominentes (torus supraorbital). Las superficies de inserción muscular indican una musculatura desarrollada. La caja craneal tiene un volumen de 1150 cm³. 
Entre los restos descubiertos destacan, además, dos mandíbulas, una de una mujer de unos 50 años (Arago II) y otra de un joven de 20 a 25 años (Arago XIII). 

## Forma de vida
La industria lítica asociada al Hombre de Tautavel se interpreta unas veces como un Tayaciense antiguo, y otras como un Achelense. Hay algunos bifaces, pero son raros habida cuenta la dificultad de ser realizados sobre los materiales locales.
Parece que el hombre de Tautavel no dominaba aún el fuego: pocas osamentas quemadas que certifican la utilización del fuego en Caune de l'Arago, aparecen en depósitos posteriores, cuya antigüedad está entre los 400.000 y 100.000 años AP, y los testimonios de fogatas solo se generalizan a partir de 100.000 años AP. 
El hábitat reveló restos de rinocerontes y caballos. Es muy posible que comiera también animales pequeños. Algunos investigadores formularon la hipótesis de que era caníbal y más probablemente carroñero, más que cazador. Si fue cazador, su territorio se extendió seguramente sobre un radio de 30 km (como prueban también algunas rocas importadas para fabricar sus herramientas).
- Datos: Q1920746
- Multimedia: Tautavel Man / Q1920746